# Coprinellus bipellis
Coprinellus bipellis là một loài nấm trong họ Psathyrellaceae. Nó được miêu tả đầu tiên là Coprinus bipellis by Henri Romagnesi năm 1976, sau đó được xếp vào chi Coprinellus năm 2006.